# La Côte-de-Gaspé
La Côte-de-Gaspé – regionalna gmina hrabstwa (MRC) w regionie administracyjnym Gaspésie–Îles-de-la-Madeleine prowincji Quebec, w Kanadzie. Stolicą jest miasto Gaspé. Składa się z 7 gmin: 2 miast, 2 gmin, 1 kantonu i 2 terytoriów niezorganizowanych.
La Côte-de-Gaspé ma 17 985 mieszkańców. Język francuski jest językiem ojczystym dla 89,8%, angielski dla 9,8% mieszkańców (2011).